# Marina del porto
La Marina del porto è un dipinto a olio su tela (233x399 cm) di Salvator Rosa, databile al 1641 e conservato nella Galleria Palatina a Firenze. Fa coppia con la Marina del faro dello stesso autore, conservata nella stessa sala del museo.

## Storia

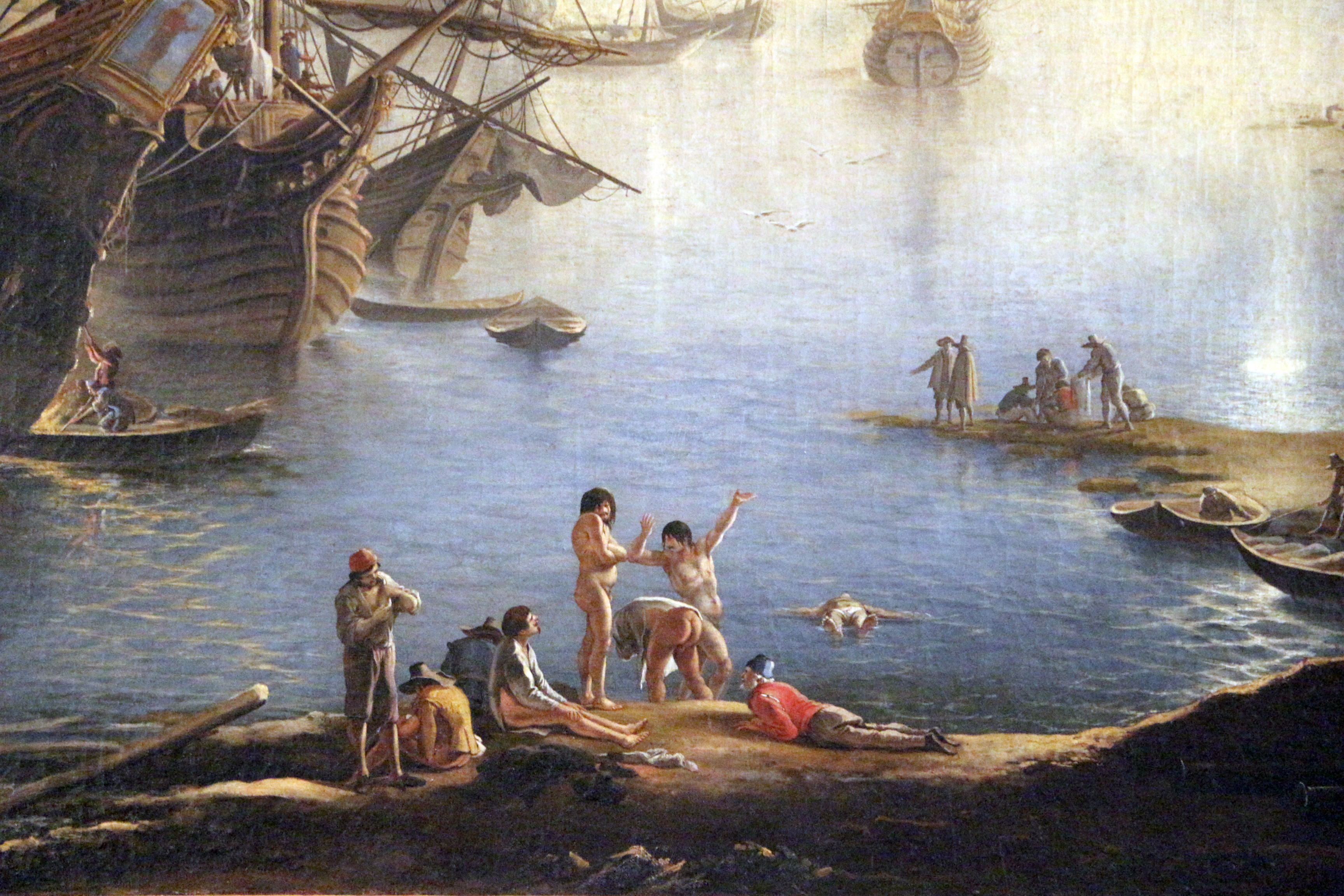
Bagnanti in primo piano

L'artista era giunto a Firenze da Roma nel 1640, chiamato da Giovan Carlo de' Medici, allora principe e futuro cardinale. Questa Marina col suo pendant furono le prime opere che gli vennero commissionate, e che andarono a decorare il salone del casino del committente presso gli Orti Oricellari. Alcune lettere tra Giovan Carlo e il fratello Leopoldo testimoniano come il pittore si fosse recato nel corso del marzo 1641 a studiare direttamente le galee al porto di Livorno, dove egli, rifiutando l'ospitalità di Leopoldo, soggiornasse "con certe sue camerate". Nonostante le preoccupazioni del committente per l'eccezionale dimensione delle opere, esse furono consegnate già nel corso di quell'anno, e verosimilmente saldate nel gennaio 1642. La scelta del soggetto era legata anche alla nomina del committente come Generalissimo dei Mari di Spagna, ottenuta nel 1638. 
Alla morte di Giovan Carlo (1663) le due tele vennero registrate negli inventari assieme a ben altri diciassette dipinti del Rosa. Per la loro importanza, vennero escluse dalla vendita all'incanto per saldare i debiti del cardinale, a trasferite a palazzo Pitti, dove si ritrovano in un inventario del 1688 tra i beni del gran principe Ferdinando de' Medici, nell'anticamera del suo appartamento (attuale Sala Verde all'inizio degli Appartamenti monumentali). Qui le vide Filippo Baldinucci e qui restarono per tutto il XVIII secolo, finché all'inizio dell'Ottocento furono trasferite nella Sala di Venere, dove ancora oggi si trovano simmetricamente appese, su due pareti opposte.

## Descrizione e stile

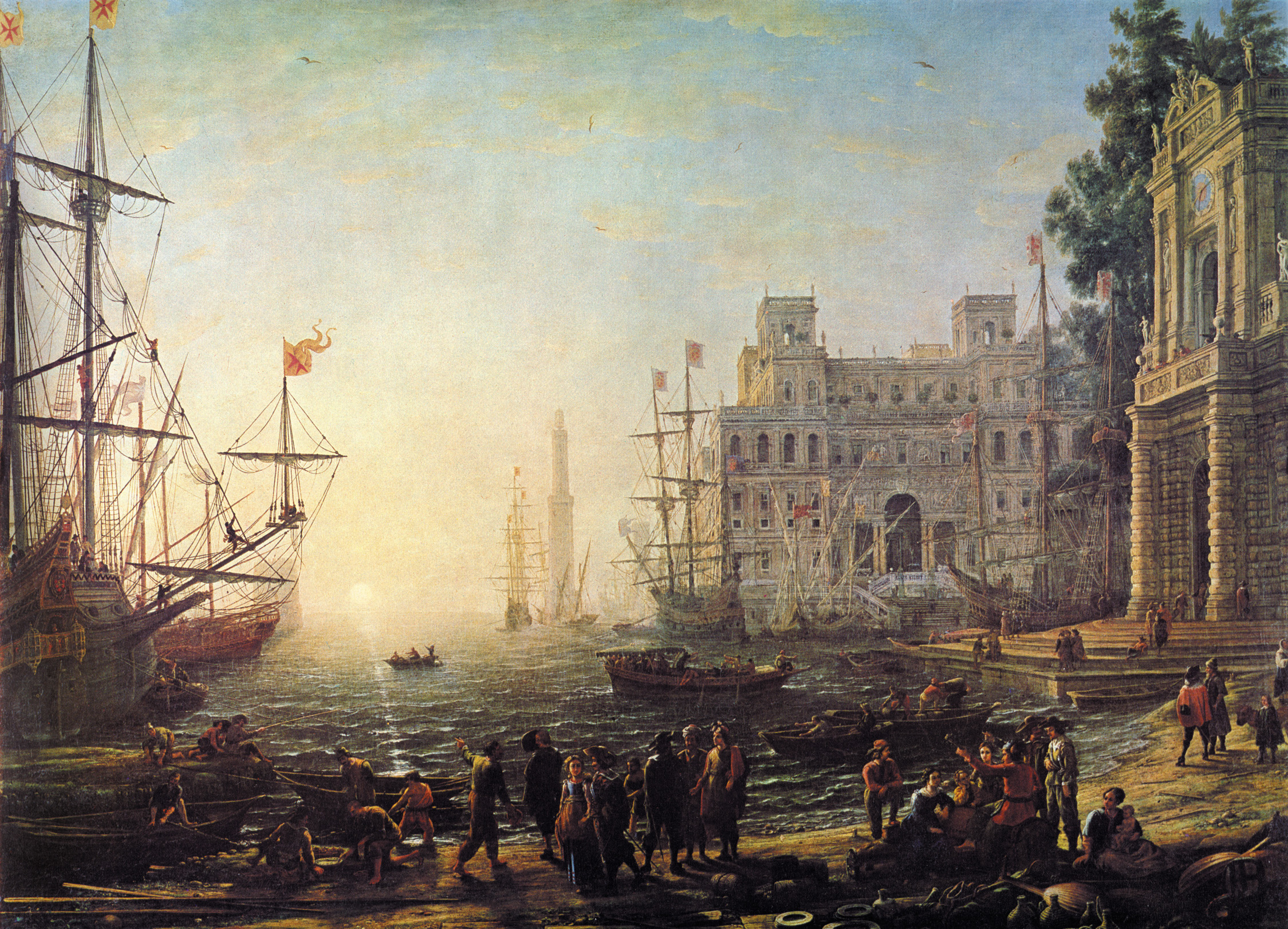
Claude Lorrain, Porto di mare con villa Medici, 1637, Uffizi

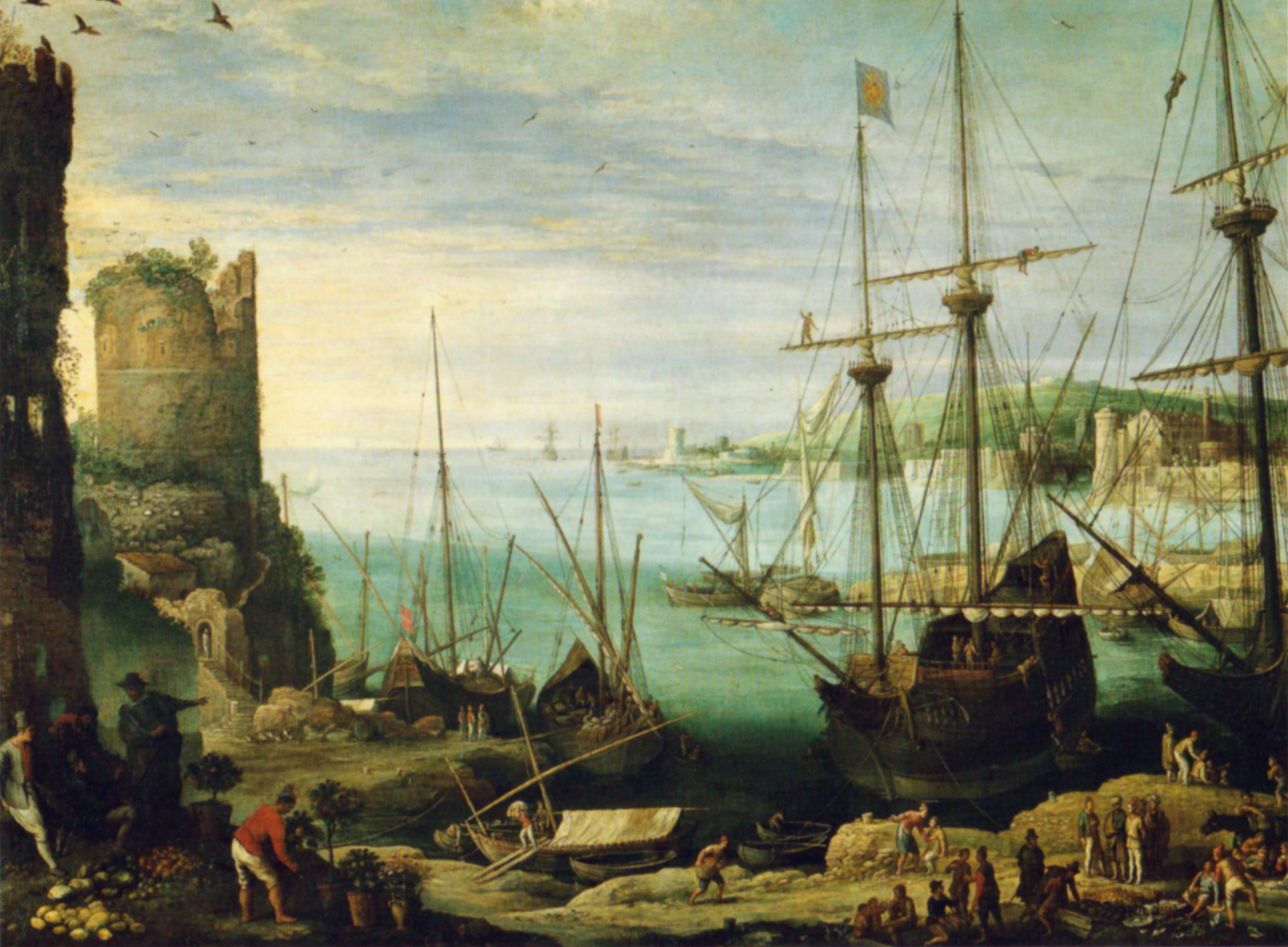
Paul Bril, Marina, 1617, Uffizi

La coppia di Marine sono le opere di dimensioni maggiori mai realizzate dal pittore e tra le prime a inaugurare questo genere a Firenze. Il pittore si ispirò a opere nelle collezioni medicee come la Marina con torre di Paul Bril e il Porto di mare con villa Medici di Claude Lorrain, aggiungendo brani studiati dal vero a Livorno e non scevri dai suoi ricordi del golfo di Napoli.
Questa marina in particolare mostra un respiro monumentale maggiore del suo pendant, dovuta alla maggior scala delle figure in primo piano e al luminosissimo tramonto sullo sfondo, particolamente debitore del modello di Lorrain. 
Tutta la scena è impostata su una linea diagonale che, da sinistra, scende lungo lo spiovente della torre a base circolare di una fortezza (ispirata all'opera di Bril) e, sfiorando la cime di due pini e degli alberi delle galee maggiori, guida l'occhio dello spettatore in profondità, verso il tramonto. Il tutto è poi equilibratamente compensato dalla quinta verticale sulla destra, un'ombrosa e ripidissima scogliera, ravvivata dalla vegetazione in controluce che fa maggiormente spiccare la luce dello sfondo, per contrasto. A sinistra è descritto un porticciolo in cui una serie di piccole figure sono indaffarate alla costruzione di una nave, ancora sena alberi e coperta sommariamente da una vela consunta. In particolare si assiste ad alcuni manovali che trasportano tavole e scaldano il catrame. Qui assistono anche dei gentiluomini e mercanti, uno con tratti orientali, e altre figure, tra cui una fa il bagno in acqua e un'altra si bagna solo i piedi. Poco lontano si trova la firma dell'artista, su uno straccio galleggiante. 
Tra le navi al centro, una è finita nella secca, e sta inclinata, componendo una griglia di alberature particolarmente felice nella composizione generale, che testimonia anche la sicurezza pittore nella descrizione delle imbarcazioni e del loro sartiame, oggetto del suo studio diretto a Livorno. Presso la nave inclinata, alcuni operai in una barchetta stanno procedendo al calafataggio dello scafo per renderlo impermeabile, stendendo il catrame bollente, illuminato da una sottile pennellata gialla
Ma sono soprattutto le figure a destra ad attirare lo sguardo, grazie al percorso della luce riflessa sull’acqua. Qui si sta svolgendo una scena di genere squisitamente profana, legata al gusto dei Bamboccianti: un gruppo di bagnanti popolareschi, tra chi si asciuga infreddolito al sole, chi osserva sdraiato e chi galleggia in mare, nella posizione del morto a galla, efficacemente scorciato. Figure di questo genere si trovano in altri dipinti giovanili del Rosa, legati all'osservazione dei costumi di Napoli e dintorni, come nella coppia di tele dei Pescatori di corallo (oggi Columbia Museum of Art, South Carolina, e Solofra Palace, provincia di Avellino). La cura con cui è raffigurato l'uomo in piedi intirizzito con la barba e la gocciolante capigliatura scura ha anche fatto pensare a un possibile autoritratto del pittore. Sfrontata appare l'esibizione delle nudità: oltre alla già citata figura in piedi, un altro uomo si sta sfilando la camicia in posizione prona, scoprendosi le natiche e le pudenda, verso cui sembra guardare l'uomo anziano sdraiato. Più a destra, già in penombra, si intravedono altri tipi "loschi e scostumati"
Il cielo è solcato da nubi con striature dorate, che si ritrovano anche nelle dolci increspature del mare. Lo stesso sole è sapientemente incorniciato tra due elementi verticali, una galea che ha preso il largo e il faro di un porto in secondo piano, tra gli alberi di altre imbarcazioni. Più intensi sono invece i toni della parte sinistra, dietro la torre, richiamanti l'esempio del napoletano Micco Spadaro, e testimonianti la virtuosa variabilità della tecnica del Rosa in funzione della resa naturalistica delle diverse parti del paesaggio.